# 카메룬고지대흰배쥐
카메룬고지대흰배쥐(Niviventer cameroni)는 쥐과에 속하는 설치류의 일종이다. 말레이 반도의 토착종이다.

## 특징
꼬리 길이 241~263mm를 제외한 몸길이가 152~154mm인 보통 크기의 설치류로 발 길이는 32~37mm이고 귀 길이는 25~26mm이다.

## 생태
야행성 동물이고, 땅 위에서 주로 생활하는 육상성 동물이다.

## 분포 및 서식지
말레이 반도 카메룬 고지대의 산악 숲에서만 발견되며, 해발 1,500~2,000m에서 서식한다.